# João Sassetti
João Sassetti (portuguès: João Vicente de Freitas Branco Sassetti)  (Lisboa, 22 de gener de 1892 - Lisboa, 28 de maig de 1946) va ser un tirador d'esgrima portuguès que va competir en els anys posteriors a la Primera Guerra Mundial.
Especialista en espasa, va prendre part en els Jocs Olímpics d'Estiu de 1920 d'Anvers, on disputà dues proves del programa d'esgrima. Fou quart en la prova d'espasa per equips i quedà eliminat en sèries en la d'espasa individual. Vuit anys més tard, als Jocs d'Amsterdam va guanyar la medalla de bronze en la prova d'espasa per equips. La tercera i darrera participació en uns Jocs fou el 1936, a Berlín on fou cinquè en la prova d'espasa per equips.